# ヘアレウ市
ヘアレウ市（デンマーク語: Herlev Kommune）は、デンマーク・デンマーク首都地域にある市。

## 概要
ヘアレウ市は、市政下に2つの町を持つ市であり、1909年にグラッドサクセから現在のヘアレウ市にあたる地域が分離し、2009年4月1日に行政単位が変更されてヘアレウ市となった。
ヘアレウ市の中心部に位置し、全高120mの国内で最も高い高層ビルであるヘアレウ病院は、1976年に開院し、ヘアレウ市のみならずコペンハーゲン近郊の首都圏一体をカバーする国内最大規模の総合病院である。

## 町
ヘアレウ市は2つの町から構成されている。
- ヘアレウ
- ヨルテスプリング

## 姉妹都市
- エーベルスヴァルデ
- グミナ・グニェウコヴォ（英語版）
- ヘーガネス市（英語版）
- リエト（英語版）
- ネッソデン（英語版）
- セルチャルトナルネース
- セルメルソーク